# Stockholms dagliga tidningars distributionsnämnd
Stockholms dagliga tidningars distributionsnämnd, Distributionsnämnden, bildades 1925. Dess uppgifter var bland annat att föra register över försäljningsplatser och utfärda legitimationsböcker för kolportörer. Man kunde också utesluta tidningar från distribution. 
1927 förbjöd nämnden distribution av skandaltidningen Fäderneslandet och tidningen tvingades därmed till nedläggning. Åtgärden upprepades 1954 efter att tidningen återuppstått.